# Puddle of Mudd
Puddle of Mudd (с англ. — «Лужа грязи») — американская рок-группа, сформированная в Канзас-Сити, штат Миссури в 1991 году. Группа выпустила 2 независимых и 5 мэйджорных студийных альбомов, последний из которых, Welcome To Galvania, вышел в сентябре 2019 года.

## История

### Первые годы
Puddle of Mudd были образованы 13 сентября 1991 года в Канзас-Сити вокалистом и по совместительству ритм-гитаристом Весом Скантлином (Wes Scantlin), басистом Шоном Саймоном (Sean Sammon), барабанщиком Кенни Баркеттом (Kenny Burkett) и лид-гитаристом Джимми Алленом (Jimmy Allen).
Название группы возникло вследствие «Великого наводнения 1993 года» на реке Миссисипи (река), тем самым была затоплена репетиционная база команды.
Дебютный альбом Stuck вышел в 1994 году на лейбле V&R Records. Продюсерами стали PoM и E. J. Rose, запись проходила в «Red House Studio» города Лоуренс (Lawrence), штат Канзас.
В 1996 году коллектив покидает Джимми Аллен и группа остаётся с одним гитаристом. Таким составом через год Puddle of Mudd записывают и выпускают альбом Abrasive на Hardknocks Records. Всего в альбоме 8 песен, 3 из них входили в дебютный альбом, но были перезаписаны.
До 2000 года звучание группы имело гранжевую гаражную стилистику, нежелание одних участников и желание других изменить стиль звучания привело к распаду Puddle of Mudd в 1999 году.

### Воссоединение
После распада группы новые демозаписи Скантлина заметил Фред Дерст, игравший в Limp Bizkit. Фред предложил Скантлину переехать в Калифорнию и предложил помощь в собрании новой группы. Так Puddle of Mudd снова обрела жизнь, но из старого состава в ней остался только Скантлин.
Некоторые новые участники коллектива успели отметиться игрой в других известных группах: гитарист Пол Филлипс играл в группе Operator, ударник Грег Апчёрч играл в Eleven.

### Come Clean
18 августа 2001 года вышел Come Clean, попавший в Billboard 200 на 9 строчку, во многом благодаря выпущенным в поддержку альбома четырём синглам, каждый из которых попал Billboard Hot 100, наивысшей позиции (5 место) достиг сингл «Blurry». Благодаря выпущенному альбому группа получила бешеную популярность как на родине, так и за рубежом. 31 января 2003 года альбом получил платиновый статус от RIAA. По состоянию на 2006 год «Come Clean» продался тиражом в 5 млн копий.
Далее Puddle of Mudd отправились в европейское турне с группой Godsmack, успев в это время так же сыграть на одной сцене с Stone Temple Pilots, Linkin Park и Staind.

### Life On Display
26 ноября 2003 года вышел альбом Life on Display. Выпущенные 3 сингла не имели успеха предыдущих, лишь «Away from Me» попал в Billboard Hot 100, на 72 место, и, кроме того, возглавил Mainstream Rock Tracks. Продажи альбома не показали, по сравнению с прошлым, высоких показателей. Несмотря на это, в 2004 году Life on Display получил золотой статус.
Несколько песен попали в саундтреки — «Away From Me» в The O.C., «Nothing Left to Lose» стала главной темой 2004 Royal Rumble, «Spin You Around» использовала в своих выступлениях модель Мариса Миллер.
В 2005 году на место ушедшего в 3 Doors Down ударника в группу приходит Райан Ердон (Ryan Yerdon). На промежуток 2005—2006 годов в Puddle of Mudd возвращается гитарист Джимми Аллен, на смену ушедшего Пола Филлипса.

### Famous
9 октября 2007 года группа выпустила свой третий мэйджорный студийный альбом — Famous. Второй сингл «Psycho» стал суперхитом, возглавляя Mainstream Rock Tracks и Hot Modern Rock Tracks на протяжении 9 недель; так же песня попала на 67 строчку в Billboard Hot 100.
Сингл «Famous» стал главной темой «WWE One Night Stand» 2007 года, так же попав в саундтреки к видеоиграм WWE SmackDown vs. Raw 2008 и UFC 2009 Undisputed.

### Songs in the Key of Love and Hate
В 2009 году в группу снова возвращается Пол Филлипс (до этого на его месте играл Кристиан Стоун). С таким составом Puddle of Mudd приступает к записи нового альбома, который выйдет 8 декабря под названием Volume 4: Songs in the Key of Love & Hate. Первый сингл «Spaceship» был выпущен в октябре 2009.
Группа отправляется в турне с Shinedown, Skillet, Cavo и Chevelle. 10 февраля 2010 в поддержку американской команды в Олимпийских играх выпускают новую песню «Shook Up the World». 8 марта 2010 года вышел второй сингл «Stoned».

## Состав группы
- Уэс Скантлин — вокал, ритм-гитара
- Джимми Аллен (1991—1996)[17], (2005—2006)
- Пол Филлипс (2000—2005), (с 2009)
- Кристиан Стоун — соло-гитара (2006—2009)
- Кэнни Буркетт (1991—1999)[14] — барабаны 
Грег Апчёрч — барабаны (2000—2005) 
Райн Йердон (с 2005)
- Син Сэммон (1991—1999)[14] — бас-гитара
- Даг Ардито — бас-гитара (с 2000)

## Дискография

### Студийные альбомы
| Год  | Альбом                                                                                     | Позиции | Позиции | Позиции | Позиции | Позиции | Позиции | Позиции | Позиции | Позиции | Позиции | Статус                                                       |
| Год  | Альбом                                                                                     | US      | UK      | AUS     | AUT     | SWE     | SWI     | FIN     | GER     | NZ      | NLD     | Статус                                                       |
| ---- | ------------------------------------------------------------------------------------------ | ------- | ------- | ------- | ------- | ------- | ------- | ------- | ------- | ------- | ------- | ------------------------------------------------------------ |
| 2001 | Come Clean - Релиз: 28 августа 2001 - Лейбл: Flawless/Geffen                               | 9       | 12      | 23      | 8       | 52      | 26      | 27      | 10      | 10      | 53      | - US: 3×-Platinum - UK: Platinum - CAN: Platinum - GER: Gold |
| 2003 | Life on Display - Релиз: 25 ноября 2003 - Лейбл: Flawless/Geffen                           | 20      | —       | —       | 55      | —       | 48      | —       | 69      | —       | —       | - US: Gold - CAN: Gold                                       |
| 2007 | Famous - Релиз: 9 октября 2007 - Лейбл: Flawless/Geffen                                    | 27      | —       | —       | —       | —       | —       | —       | —       | —       | —       | - US: 363,000+                                               |
| 2009 | Volume 4: Songs in the Key of Love & Hate - Релиз: 8 декабря 2009 - Лейбл: Flawless/Geffen | 95      | —       | —       | —       | —       | —       | —       | —       | —       | —       | - US: 50,000+                                                |
| 2019 | Welcome to Galvania - Релиз: 13 сентября 2019 - Лейбл: Pavement Music                      | —       | —       | —       | —       | —       | —       | —       | —       | —       | —       |                                                              |
| 2023 | Ubiquitous - Релиз: 8 сентября 2023 - Лейбл: Pavement Music                                | —       | —       | —       | —       | —       | —       | —       | —       | —       | —       |                                                              |

### Концертные альбомы
| Год  | Детали                                                                                               |
| ---- | --- |
| 2005 | Striking That Familiar Chord - Релиз: 31 мая 2005 - Лейбл: Eagle Vision (801213012091) - Формат: DVD |

### Кавер-альбомы
| Год  | Детали                                                                 | Позиции | Позиции | Позиции |
| Год  | Детали                                                                 | US      | US Alt  | US Rock |
| ---- | ---------------------------------------------------------------------- | ------- | ------- | ------- |
| 2011 | re:(disc)overed - Релиз: 30 августа 2011 - Лейбл: RED - Формат: CD, DI | 96      | 17      | 21      |

### Сборники
| Год  | Детали                                                              |
| ---- | ------------------------------------------------------------------- |
| 2010 | Icon - Релиз: 2 ноября 2010 - Лейбл: Geffen, Universal - Формат: CD |

### EP
| Год  | Детали                                              |
| ---- | --------------------------------------------------- |
| 1994 | Stuck - Релиз: 28 апреля 1994 - Лейбл: Mudd Dog/V&R |

### Синглы
| Год  | Название                         | Позиции | Позиции | Позиции  | Позиции | Позиции | Позиции | Позиции | Позиции | Позиции | Позиции | Позиции | Позиции | Альбом                                 |
| Год  | Название                         | US      | US Alt. | US Main. | US Rock | CAN     | UK      | AUS     | GER     | IRE     | NZ      | SWI     | NLD     | Альбом                                 |
| ---- | -------------------------------- | ------- | ------- | -------- | ------- | ------- | ------- | ------- | ------- | ------- | ------- | ------- | ------- | -------------------------------------- |
| 2001 | «Control»                        | 68      | 3       | 3        | —       | —       | 15      | 54      | 60      | 30      | —       | 84      | —       | Come Clean                             |
| 2002 | «Blurry»                         | 5       | 1       | 1        | —       | —       | 8       | 52      | 44      | 18      | 9       | 72      | 98      | Come Clean                             |
| 2002 | «Drift & Die»                    | 61      | 3       | 1        | —       | —       | —       | —       | —       | —       | —       | —       | —       | Come Clean                             |
| 2002 | «She Hates Me»                   | 13      | 2       | 1        | —       | —       | 14      | 9       | 20      | 8       | 49      | 23      | 37      | Come Clean                             |
| 2003 | «Away from Me»                   | 72      | 5       | 1        | —       | —       | 55      | —       | —       | —       | —       | —       | —       | Life on Display                        |
| 2004 | «Heel Over Head»                 | 116     | 10      | 6        | —       | —       | —       | —       | —       | —       | —       | —       | —       | Life on Display                        |
| 2004 | «Spin You Around»                | —       | 38      | 16       | —       | —       | —       | —       | —       | —       | —       | —       | —       | Life on Display                        |
| 2007 | «Famous»                         | 118     | 20      | 2        | —       | 97      | —       | —       | —       | —       | —       | —       | —       | Famous                                 |
| 2007 | «Psycho»                         | 67      | 1       | 1        | —       | 56      | —       | —       | —       | —       | —       | —       | —       | Famous                                 |
| 2008 | «We Don’t Have to Look Back Now» | —       | 33      | 31       | —       | —       | —       | —       | —       | —       | 32      | —       | —       | Famous                                 |
| 2008 | «Livin' on Borrowed Time»        | —       | 40      | 15       | —       | —       | —       | —       | —       | —       | —       | —       | —       | Famous                                 |
| 2009 | «Spaceship»                      | 129     | 26      | 6        | 16      | —       | —       | —       | —       | —       | —       | —       | —       | Vol. 4 Songs in the Key of Love & Hate |
| 2010 | «Stoned»                         | —       | —       | 22       | 47      | —       | —       | —       | —       | —       | —       | —       | —       | Vol. 4 Songs in the Key of Love & Hate |
| 2011 | «Gimme Shelter»                  | —       | —       | 26       | —       | —       | —       | —       | —       | —       | —       | —       | —       | re:(disc)overed                        |
| 2014 | «Piece of the Action»            | —       | —       | —        | —       | —       | —       | —       | —       | —       | —       | —       | —       | re:(disc)overed                        |
| 2019 | Uh Oh                            |         |         |          |         |         |         |         |         |         |         |         |         |                                        |

### Видеоклипы
| Год  | Название                         | Режиссер                   |
| ---- | -------------------------------- | -------------------------- |
| 2001 | «Control»                        | Fred Durst                 |
| 2002 | «Blurry»                         | Fred Durst                 |
| 2002 | «Drift & Die»                    | Fred Durst                 |
| 2002 | «She Hates Me»                   | Marc Webb                  |
| 2003 | «Away from Me»                   | Dean Karr                  |
| 2004 | «Heel Over Head»                 | Chris Cuffaro              |
| 2004 | «Spin You Around»                | Goetz Brothers             |
| 2007 | «Psycho»                         | Goetz Brothers             |
| 2008 | «We Don’t Have to Look Back Now» | Goetz Brothers             |
| 2009 | «Spaceship»                      | Petro Papahadjopoulos      |
| 2010 | «Stoned»                         | Ryan Ramos, Bradley Warden |

### Другие песни
- «Bleed» (3:41) — из саундтрека к The Punisher
- «Daddy» (4:19) — бонустрек к «Life On Display»
- «Life Ain’t Fair» (3:45) — бонустрек к «Life On Display»
- «Cast Away» (3:18) — бонустрек к Famous (Best Buy Exclusive Download Track)
- «Miracle» (4:01) — бонустрек к Famous (Target Exclusive Download Track)
- «Reason» (4:08) — бонустрек к Famous (Target Exclusive Download Track)

### Демозаписи
- «Chemical Head Change» (3:11)
- «Gimp» (3:16)
- «Hip New Groove» (3:25)- также известна как «Hole»
- «Pussy Perfume» (4:45)
- «Sex Hate» (3:23)
- «Where U Gonna Go?» (3:35) — также известна как «Young Angry Revolution» и «What U Gonna Do?»
- «Overdose» (4:47)
- «Down On Me» (3:03)
- «Bitter End» (4:01) — также известна как «Bitter Friend»
- (Unknown Recording) (1:20)
- «Apple Tree» (3:49)
- «Red Sun» (4:20)
- «Stuck»
- «Grissell»
- «Nicks Gone Gay» (2:03)